# 桃園市政府文化局
桃園市政府文化局，簡稱桃園市文化局，是桃園市政府所屬一級機關。

## 沿革
- 1978年12月，依據行政院核定之教育部《建立縣市文化中心計畫大綱》，桃園縣政府成立「桃園縣立文化中心籌建委員會」，分設土地組、行政組、教育組、工程組、財務組，負責籌建桃園縣立文化中心。
- 1983年7月1日，桃園縣立文化中心成立。
- 1984年1月1日，桃園縣立文化中心落成啟用，對外展開服務。
- 2000年11月1日，因應《地方制度法》之施行，桃園縣立文化中心改制為桃園縣文化局。
- 2003年1月1日，桃園縣文化局改為桃園縣政府文化局。
- 2014年12月25日，桃園縣升格直轄市，桃園縣政府文化局改為桃園市政府文化局。
- 2019年3月1日，桃園市政府文化局展覽業務由桃園市立美術館移撥文化局文創影視科。

## 組織編制
桃園市政府文化局分三個層級：

### 局本部
- 文化局

### 內部單位
- 文化發展科
- 表演藝術科
- 閩南及民俗文化科
- 文化資產科
- 文創影視科
- 文化設施科
- 秘書室
- 人事室
- 會計室
- 政風室

### 所屬二級機關
- 桃園市政府藝文設施管理中心
- 桃園市立大溪木藝生態博物館
- 桃園市立美術館

## 歷任首長
桃園縣政府文化局局長
1. 謝小韞
2. 陳學聖
3. 張壯謀

桃園市政府文化局局長
1. 莊秀美
2. 邱正生

## 所轄場館
- 中平路故事館（中壢區）
- 壢小故事森林（中壢區）
- 壢景町（中壢區）
- 馬祖新村眷村文創園區（中壢區）
- 中原文創園區（中壢區）
- 中壢藝術館（中壢區）
- 龜山眷村故事館（龜山區）
- 憲光二村（龜山區）
- 桃園七七文創園區（桃園區）
- 桃園市土地公文化館（桃園區）
- 桃園光影館（桃園區）
- 桃園市政府文化局演藝廳（桃園區縣府路21號）
- 桃園展演中心（桃園區）
- 南崁兒童藝術村（蘆竹區）
- 呂宅著存堂（八德區）
- 桃園市立圖書館
- 大溪武德殿（大溪區）
- 大溪壹號館（大溪區）

### 桃園市立圖書館文化局分館
桃園市立圖書館文化局分館位於桃園市政府文化局文化大樓內，於1983年啟用，為一座中型自動化圖書館。原為桃園市立圖書館總館，2022年12月17日，桃園市立圖書館新總館試營運，原總館改為文化局分館。
| 樓層                     | 分區                                                                 |
| ------------------------ | -------------------------------------------------------------------- |
| 桃園市政府文化局文化大樓 |                                                                      |
| 5                        | 團體視聽室（137席）、閱覽室（200席）、藝文研習室（20坪）             |
| 4                        | 閱覽室（120坪）、期刊室（110坪）、個人視聽室（80席）、參考室（80坪） |
| 3                        | 第一展覽室（110坪）、第二展覽室（98坪）、晝廊（55坪）、行政中心      |
| 2                        | 畫廊（62坪）、行政中心                                               |
| 1                        | 戶外活動區、服務台、演藝廳（536席）、兒童閱覽室、行政中心            |
| B1                       | 中國家具博物館（已結束營運）、視聽室、桃源書院                       |

## 外部連結
- 桃園市政府文化局 （页面存档备份，存于）（中文）